# كأس لبنان 2019–20
كأس لبنان 2019–20 هي النسخة الثامنة والأربعون من كأس لبنان. أُقيمت الجولة الأولى في 12 أكتوبر 2019. نادي العهد هو حامل اللقب.
أوقف الاتحاد اللبناني لكرة القدم جميع المسابقات في 21 يناير 2020 بسبب الوضع السياسي والمالي في لبنان؛ وأدى ذلك إلى تعليق جميع مباريات كرة القدم في لبنان إلى أجلٍ غير مسمى. وبسبب جائحة كوفيد-19 تم إلغاء جميع الأنشطة الرياضية على الصعيد الوطني، وإلغاء موسم 2019–20 رسميًا في 28 مايو 2020.

## الأندية المشاركة
| مرحلة           | دائري             | الأندية </br> متبقي | الأندية </br> متضمن | الفائزين من </br> الجولة السابقة | مقالات جديدة </br> هذه الجولة | دخول الدوريات </br> في هذه الجولة                     |
| --------------- | ----------------- | ------------------- | ------------------- | -------------------------------- | ----------------------------- | ----------------------------------------------------- |
| الطور الأول     | الجولة الأولى     | 26                  | 14                  | لا أحد                           | 14                            | 12 فريقاً من الدرجة الثانية </br> 2 فرق الدرجة الثالثة |
| الطور الأول     | الجولة الثانية    | 19                  | 6                   | 6                                | لا أحد                        | لا أحد                                                |
| المرحلة الثانية | دور الـ16         | 16                  | 16                  | 3                                | 12                            | 12 فريقاً من الدوري اللبناني الممتاز                   |
| المرحلة الثانية | الدور ربع النهائي | 8                   | 8                   | 8                                | لا أحد                        | لا أحد                                                |
| المرحلة الثانية | نصف النهائي       | 4                   | 4                   | 4                                | لا أحد                        | لا أحد                                                |
| المرحلة الثانية | أخير              | 2                   | 2                   | 2                                | لا أحد                        | لا أحد                                                |

## المرحلة الأولى

### الدور التمهيدي الأول
| 12 أكتوبر 2019 المباراة 1 | الإرشاد شحيم (3) | 1–4   | المبرة (2) |  |
|                           |                  | تقرير |            |  |

| 12 أكتوبر 2019 المباراة 2 | أمل السلام زغرتا (3) | 1–3   | سبورتينغ (2) |  |
|                           |                      | تقرير |              |  |

| 12 أكتوبر 2019 المباراة 3 | الراسينغ (2) | 8–0   | البِقاع (2) |  |
|                           |              | تقرير |            |  |

| 12 أكتوبر 2019 المباراة 4 | النهضة برالياس (2) | 1–2   | الأهلي النبطية (2) |  |
|                           |                    | تقرير |                    |  |

| 12 أكتوبر 2019 المباراة 5 | أنصار حوارة (2) | 2–2 (ب.و.إ.) (5–3 ج) | الإجتماعي (2) |  |
|                           |                 | تقرير                |               |  |

| 12 أكتوبر 2019 المباراة 6 | الحكمة (2) | 2–0   | ناصر برالياس (2) |  |
|                           |            | تقرير |                  |  |

| 12 أكتوبر 2019 المباراة 7 | الإصلاح البرج الشمالي (2) | 1–3   | الأهلي صيدا (2) |  |
|                           |                           | تقرير |                 |  |

### الدور التمهيدي الثاني
| 17 نوفمبر 2019 المباراة 8 | المبرة (2) | v | سبورتينغ بيروت (2) |  |

| 17 نوفمبر 2019 المباراة 9 | الراسينغ (2) | v | الأهلي النبطية (2) |  |

| 17 نوفمبر 2019 المباراة 10 | أنصار حوارة (2) | v | الحكمة (2) |  |

## المرحلة الثانية

### دور ال16
| 21 ديسمبر 2019 المباراة 11 | الأهلي صيدا (2) | v | طرابلس (1) |  |

| 21 ديسمبر 2019 المباراة 12 | الفائز بالمباراة رقم 8 | v | التضامن صور (1) |  |

| 21 ديسمبر 2019 المباراة 13 | الفائز بالمباراة رقم 9 | v | الأنصار (1) |  |

| 21 ديسمبر 2019 المباراة 14 | الفائز بالمباراة رقم 10 | v | النجمة (1) |  |

| 21 ديسمبر 2019 المباراة 15 | الإخاء الأهلي عاليه (1) | v | شباب البرج (1) |  |

| 21 ديسمبر 2019 المباراة 16 | شباب الساحل (1) | v | السلام زغرتا (1) |  |

| 21 ديسمبر 2019 المباراة 17 | البرج (1) | v | العهد (1) |  |

| 21 ديسمبر 2019 المباراة 18 | الصفاء (1) | v | الشباب الغازية (1) |  |

### ربع النهائي
| المباراة 19 | الفائز بالمباراة رقم 11 | v | الفائز بالمباراة رقم 12 |  |

| المباراة 20 | الفائز بالمباراة رقم 13 | v | الفائز بالمباراة رقم 14 |  |

| المباراة 21 | الفائز بالمباراة رقم 15 | v | الفائز بالمباراة رقم 16 |  |

| المباراة 22 | الفائز بالمباراة رقم 17 | v | الفائز بالمباراة رقم 18 |  |

### نصف النهائي
| المباراة 23 | الفائز بالمباراة رقم 19 | v | الفائز بالمباراة رقم 20 |  |

| المباراة 24 | الفائز بالمباراة رقم 21 | v | الفائز بالمباراة رقم 22 |  |

### النهائي
| الفائز بالمباراة رقم 23 | ضد | الفائز بالمباراة رقم 24 |
| ----------------------- | -- | ----------------------- |
|                         |    |                         |